# Bodo Lorenzen

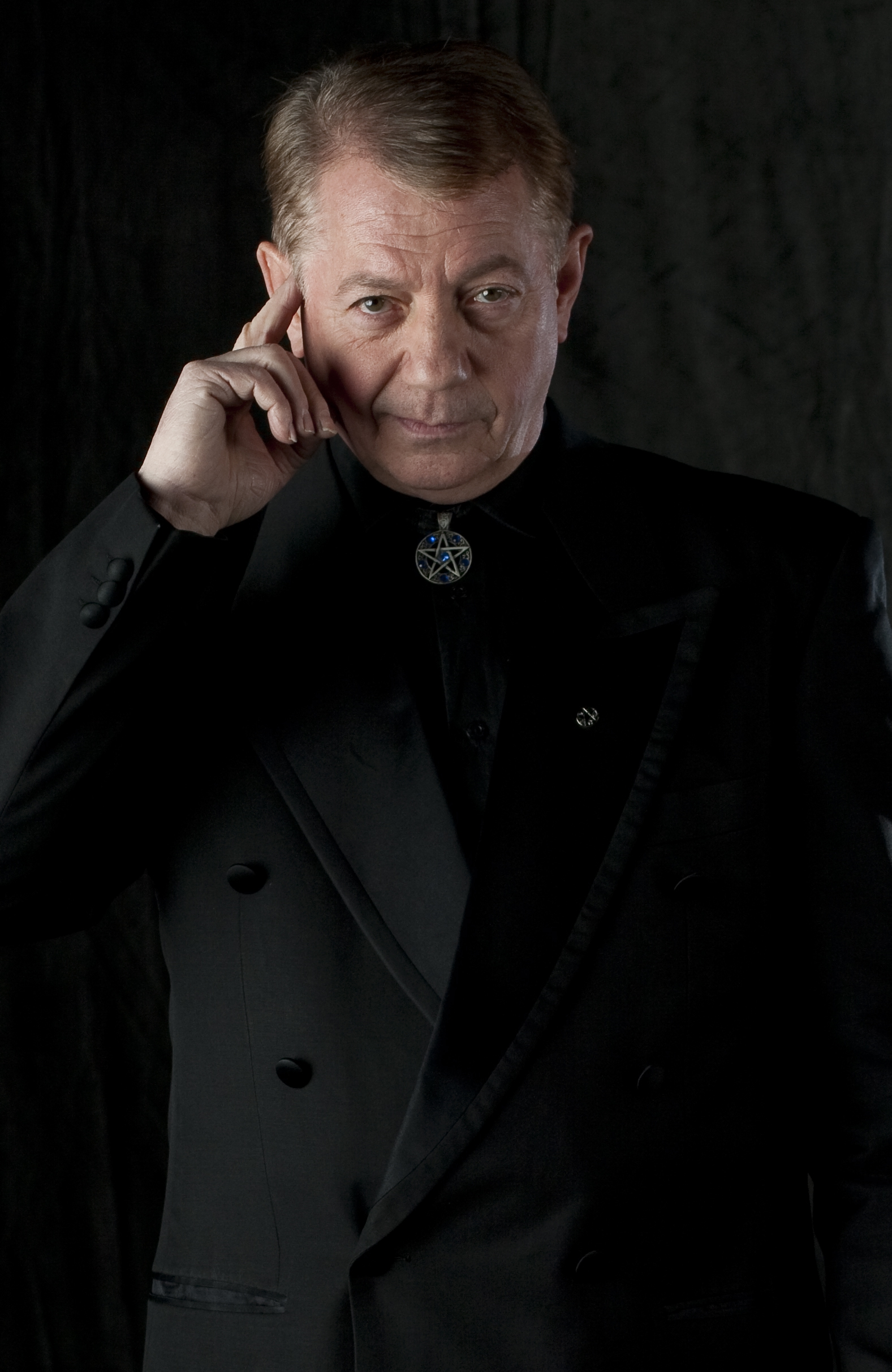
Bodo Lorenzen

Bodo Lorenzen (* 30. Dezember 1947 in Hamburg; † 29. Oktober 2018) war ein deutscher Mentalist  und Entertainer.

## Leben
Bodo Lorenzen begann seine Laufbahn mit einer Lehre als Kfz-Elektriker und fuhr erfolgreich Rennen in Formel V- und Abarth-Rennwagen. Schon als Jugendlicher entdeckte er seine ausgeprägte Fähigkeit für Empathie und Sensorik. 1967 wurde er von dem deutschen Formel-1-Fahrer Harry Merkel gefördert und unterstützt. In der Folgezeit arbeitete er als freier Rundfunkjournalist und Moderator beim NDR. Ab 1990 betätigte er sich als Berater von Rennfahrern (André Fibier / Formel 3), Marathonläufern und Teamsport-Mannschaften. Er war Initiator und Chefredakteur des Veranstaltungsradiosenders EventFunk Nord im Landkreis Stade und Buxtehude, schrieb und produzierte Kinder-Hörspiele zur Zahnpflege und entwickelte Motivations-Konzepte im Bereich des Event-Marketings. In diesem Zusammenhang kam er in Kontakt mit dem Magischen Zirkel von Deutschland (MZvD), einer internationalen Vereinigung von Zauberkünstlern, dessen Mitglied er 1997 wurde. Für seine Darbietungen wurde er 2007 durch den MZvD ausgezeichnet. TV-Auftritte als Entertainer und Engagements als Gastreferent bei Veranstaltungen für Burnout-Prävention folgten.
Nach langer Krankheit starb Lorenzen am 29. Oktober 2018.

## Preise und Auszeichnungen
- 2007: Gewinner bei der Deutschen Meisterschaft des MZvD in der Sparte „Mental“
- 2011: Bester Mentalist beim „Internationalen Showpreis“